# Potočilo
Potočilo (en serbe cyrillique : Поточило) est un village du centre du Monténégro, dans la municipalité de Danilovgrad.

## Démographie

### Évolution historique de la population
| 1948 | 1953 | 1961 | 1971 | 1981 | 1991 | 2003 |
| ---- | ---- | ---- | ---- | ---- | ---- | ---- |
| 103  | 111  | 73   | 63   | 27   | 19   | 34   |